# Riesi vendemmia tardiva
Il Riesi vendemmia tardiva è un vino a DOC che può essere prodotto nei comuni di Riesi, Butera, Mazzarino, tutti in provincia di Caltanissetta.

## Vitigni con cui è consentito produrlo
- Ansonica e Chardonnay insieme o singolarmente minimo 75%
- altri vitigni a bacca bianca, non aromatici, idonei alla coltivazione per la provincia di Caltanissetta, fino ad un massimo del 25%.

## Tecniche produttive
Per la produzione del Riesi vendemmia tardiva si devono usare uve appassite sulla pianta (vendemmia dal 10 ottobre in poi) e non è consentito l'arricchimento del mosto.
La commercializzazione è ammessa dopo l'invecchiamento di due anni (computati dal mese di novembre successivo alla vendemmia)

## Caratteristiche organolettiche
- colore: giallo intenso tendente all'ambrato;
- profumo: intenso, persistente, caratteristico;
- sapore: dolce, ricco, armonico, vellutato;
- residuo zuccherino: minimo: 120 g/l

## Produzione
Provincia, stagione, volume in ettolitri